# Molí de Blancafort
El Molí de Blancafort és un conjunt d'edificacions del municipi de la Garriga incloses en l'Inventari del Patrimoni Arquitectònic de Catalunya. Es troba al peu del riu Congost, al nord de la població.

## Història
Originàriament era una torre o fortalesa de control de pas del riu Congost. L'actual casal va reemplaçar l'antiga «fortitudo de Blancafort», documentada des del 1183 i que es trobava sota l'alt domini de la família Centelles. El 1242, Bernat III de Centelles va encomanar al seu castlà Pere de Santa Eugènia el castell de Centelles i altres fortaleses, entre elles la de Blancafort junt amb «ipsum militem de Blancafort ...».

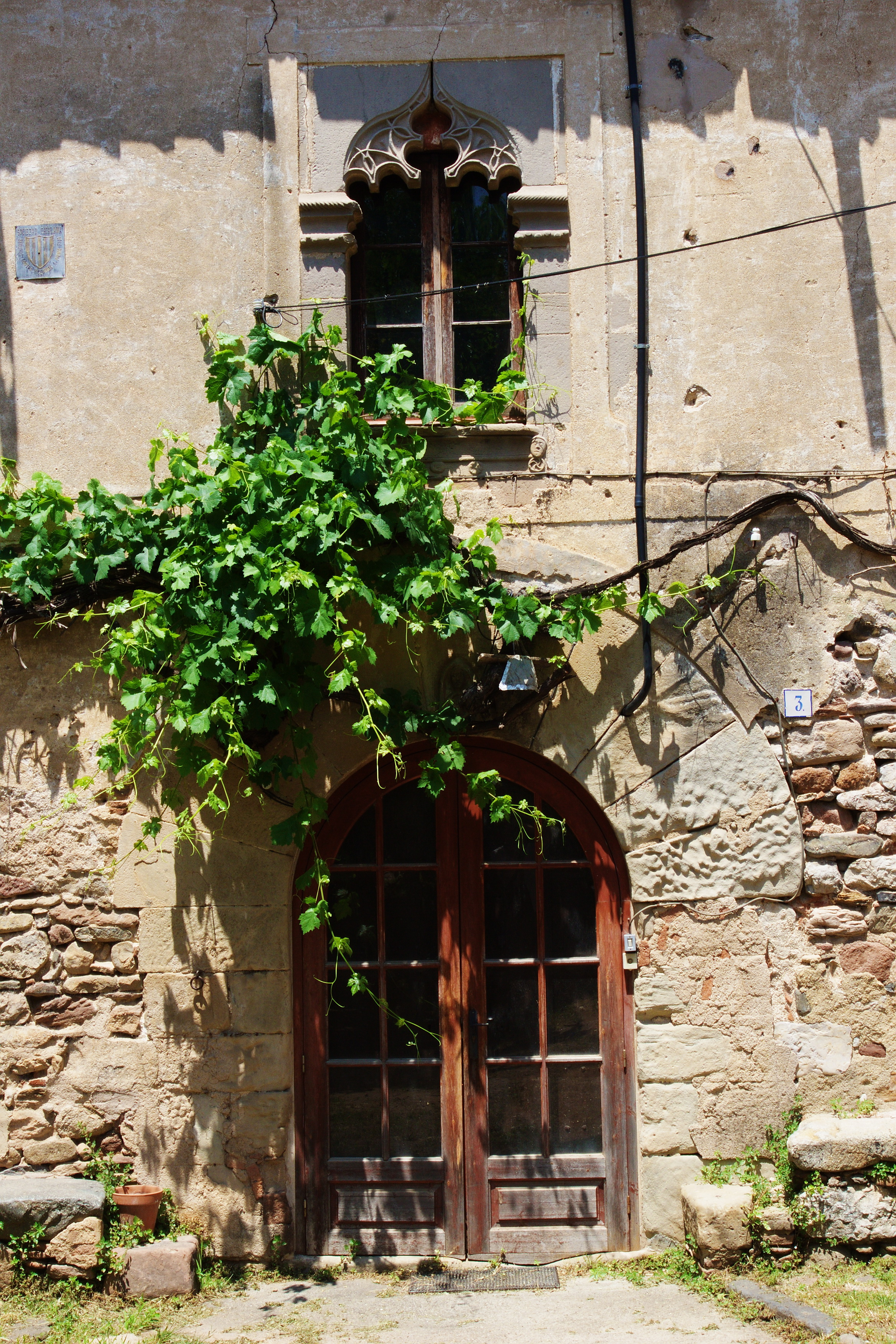
Molí de Blancafort. Portal d'entrada i finestra amb arc conopial (juny 2007)

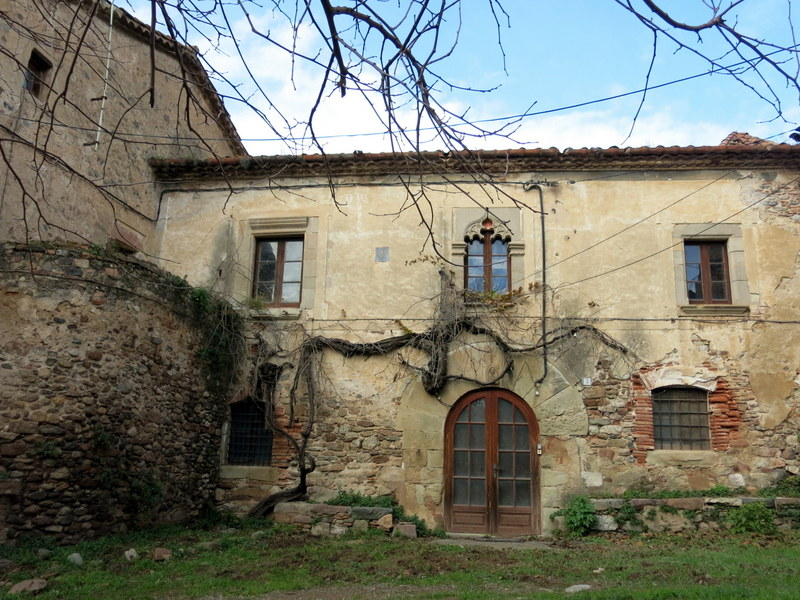
Molí de Blancafort (desembre 2014)

Des de 1320 no s'ha trobat cap més notícia sobre la força o «domus» de Blancafort. En canvi, se n'han trobat sobre el molí i els hereus del mas que, des de 1297, fan actes de reconeixença del domini a la família Centelles que s'esedevenen fins a èpoques modernes.
La casa nova va ser cremada pels francesos i en l'actualitat està habitada. La capella fou beneïda l'any 1676. A la llinda del portal hi ha l'escut dels Blancafort i la inscripció: Any 1674 Pau Joan Blancafort.

## Descripció
El conformen un conjunt d'edificacions que mostren la complexitat de les propietats medievals. Al voltant de l'era hi ha quatre edificis: la torre de defensa, coberta per una teulada piramidal, la masia, el molí i la casa nova. La casa vella, construïda amb pedra, consta de planta baixa i pis, amb coberta a dos vessants. El portal d'entrada és d'arc de mig punt adovellat. Al damunt hi ha una finestra d'arc conopial i les obertures dels costats són quadrades i amb marc de pedra. La casa nova consta de planta baixa i dos pisos, situada a la façana de ponent de la casa vella.
Unit per un porxo i situat a llevant de l'edifici principal hi ha el molí. Es tracta d'un molí de dues moles mogut per l'aigua del Congost, desviada a través d'un rec. Després de moure les rodes que fan anar les moles, l'aigua transcorre per tot el terme de la Garriga a través d'un rec d'uns 3 quilòmetres de longitud, és l'anomenat Rec Monar.
A migdia està situada la capella de la Mare de Déu dels Misteris.
Datació: La torre de defensa és del segle xii-xiii, la masia del segle xvi, i el molí fariner, la casa nova i la capella, daten del segle xvii.